# 陈玉成
陈玉成（1837年—1862年），广西藤县客家人，太平軍將領，驍勇善戰，被封英王，又稱祿千歲。原名陳丕成，洪秀全賜名玉成。“貌甚秀美，绝无杀气”但兩眼下皆有黑痣，遠望如四眼，人稱「四眼狗」。1862年在安徽戰敗，投靠捻军頭目苗沛霖時，被苗綁送清軍，處死。

## 生平
陳玉成14岁時随叔父陈承瑢参加金田起义，洪秀全“见其忠勇”，特地赐名为玉成。1854年陳在第二次攻破武昌的戰事中立功，升殿右三十检点，并受命统陆军后十三军，水师前四军。次年随天官正丞相秦日纲收復武昌，其後转战庐州、芜湖，所向披靡，累官至冬官正丞相。1856年，随燕王秦日纲驰援镇江，破清江北大营，歼清江苏巡抚吉尔杭阿军，配合翼王石达开部击溃江南大营，后追击江南大营残部至丹阳负伤。
1857年，陳玉成与李秀成在桐城大破清军，封成天豫，任又正掌率。1858年升前军主將，9月与李秀成再破江北大营，11月取得三河大捷，1859年，陳被封英王，再与李秀成部合作收复浦口。暫時穩住了天京事變以後對太平軍不利的局面。陳玉成恃勇而驕，人際關係不好。李鴻章告知曾國藩：“忠、侍、璋、玕诸王皆与狗逆不合，外畏之而中恨之。”陳封英王，韦俊再也不与陈并肩作战，单独南走，驻扎池州，打算渡江投靠李秀成。陈玉成派军拦阻，雙方在和州附近发生衝突。韦俊被迫降清。

英王陳玉成旗幟

1860年，援救天京，配合各军消灭江南大营，进军浙江。因太平天國軍事重鎮安慶再次被清軍圍城，為了解圍，天京總部打算由李秀成和陳玉成兵分兩路，從長江南北向西進攻武漢，逼使安慶一帶的清軍撤退。陳在1861年初率軍從安徽出發，十餘日後便攻下武漢附近的黄州。當時武漢清軍嚴重不足，但在武漢的英國官員要求陳玉成不要進攻武漢，陳玉成因此猶疑，又考慮到李秀成部按期未到，遂放棄進攻武漢，改回師救安庆，與湘軍數月激戰，未能解圍，安慶最後因糧盡及清軍猛攻而失守，陳玉成退守廬州，不敢回天京覆命。
1861年底，陳玉成派遣扶王陈得才、遵王赖文光等领军远征西北，令本身兵力進一步弱化。清軍不久進攻廬州，陳在1862年5月从庐州突围至寿州，打算聯合奏王苗沛霖及其他友軍進攻河南。陳玉成的部下殷燮卿勸說：“闻苗雨三（苗沛霖）已投胜妖（勝保），此人反复无常，诚小人之尤者。依愚见，万不宜去”，但陳不聽，執意前往。陈玉成在十七日带三四千人到东津渡，由余安定开门迎接，使之不疑。陳玉成入壽州時，把衛隊安置在城外，自己只帶少數人進城。陈玉成进入厅堂，看见茶几上放着镣铐，才恍然大悟，大声怒骂：“苗沛霖真是反复小人，我死后，就轮到你死了，你这不是自己急着找死？”陈玉成與其二十名随从隨後被逮。胜保將其槛送北京，途中，听说太平军准备劫救玉成，6月清军匆忙在河南延津将玉成凌迟处死，时年26岁。史載胜保曾劝他投降，玉成曰：“大丈夫死则死耳，何饶舌也！”
陳玉成死後，洪仁玕在天京悲嘆道：“英王一去，軍勢軍威頓時墮落，全部瓦解！”不久，長江以北的太平軍全線崩潰，清軍進至首都天京外圍。

## 評價
- 方玉润在《星烈日记》中載：“此贼不灭，两湖未能安定。”
- 戴德坚《蓬莱馆尺牍》说他“凶狡杰出”，“近世罕有其匹”。
- 左宗棠聞知陳玉成被叛徒苗沛霖誘捕，嘆曰：“四眼狗誠項羽、狄青之儔也，古今之悍賊，奈何竟敗於勝保之流，瓦雞土狗之手，此亦為氣數也！”
- 英國人呤唎（Augustus Frederick Lindley）在《太平天国革命亲历记》中指稱陳玉成是他見過最漂亮的中國人。[13]